# Romeins legionair

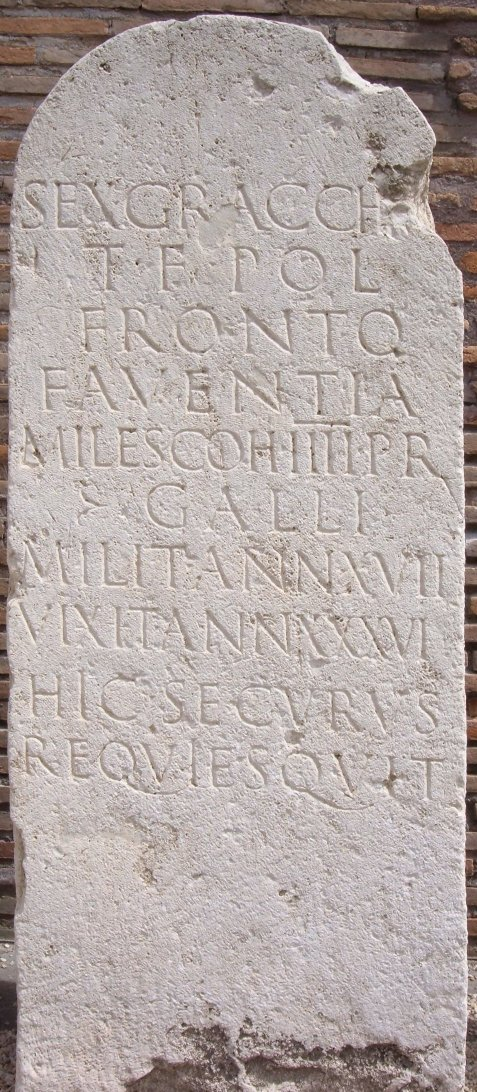
Sex(tus) Gracch(ius)
Fronto, zoon van T(itus), [van het stemdistrict] Pol(lia), uit Faventia, soldaat in de 4e pretoriaanse cohorte in de centuria van Gallus. Hij heeft 17 jaar gediend en is 36 jaar oud geworden. Hij rust hier veilig. Museo Epigrafico, Rome

In de door Augustus hervormde legioenen was de Romeinse legionair (Latijn: gregarius miles (gewone soldaat) of legionarius miles) een plebejer, jonger dan 45 jaar, met Romeins burgerrecht die zich – meestal vrijwillig – opgaf om zijn betaalde dienstplicht te vervullen. Filosofen, grammaticaleraren, redenaars, priesters en artsen waren echter vrijgesteld van deze dienstplicht. Dit artikel schetst verder vooral de situatie in de eerste 150 jaar van onze jaartelling. Daarna veranderde het Romeinse leger drastisch.

## Legerhervormingen
Het Romeinse leger had rond het begin van de jaartelling al twee grote hervormingen doorgemaakt: vanaf 107 v.Chr. werden er door de generaal Gaius Marius naast de kleine zelfstandige Romeinse boeren ook voor het eerst de armste Romeinse burgers gerekruteerd. Hierdoor werd het leger naast een militair ook een politiek werktuig voor zijn aanvoerder, want al deze soldaten konden deelnemen aan de politiek belangrijk geworden comitia centuriata. Augustus maakte van het Romeinse leger het eerste beroepsleger in de westerse geschiedenis. Hij trok de diensttijd op van 16 naar 20 jaar plus 5 jaar reserve, met de mogelijkheid om daarna nog opgeroepen te worden als evocatus, en spande zich in om steeds meer provincialen’’ met Romeins burgerrecht aan te trekken.
De legionairs kwamen meer en meer uit de met Romeins burgerrecht bedeelde provinciae zoals Hispanië en Gallia Narbonensis, terwijl er steeds minder "echte" Italische Romeinen deel uitmaakten van de basis van hun legioenen. Er werd bij voorkeur gerekruteerd onder boerenzonen, stadsbewoners kwamen slechts zelden in aanmerking. Uitgesloten van rekrutering waren banketbakkers, vishandelaren, linnenwevers en allen die een "vrouwenberoep" uitoefenen. Steenhouwers, smeden, timmerlieden, slagers en jagers waren welkom.

Litterae commendaticiae (aanbevelingsbrieven) waren zeker aan te raden, want er werd wel degelijk rekening mee gehouden. Daardoor kwamen vooral zonen van oud-soldaten in het leger terecht. Ook – indien men geen familie meer had of een (ex-)soldaat als vader – kon men zijn aanbevelingsbrief laten opstellen door de patronus waar men cliens bij was.

Na de eerste selectie moest de rekruut eerst een medische keuring ondergaan. De voorkeurslengte was 6 Romeinse voet (bijna 1,80 m) lang hoewel de meeste Romeinen gemiddeld 20-30 centimeter korter waren. De rekruut moest in het bezit zijn van een scherp zicht en goede fysieke conditie. In de praktijk werd er regelmatig afgeweken van dit ideaal vooral wat betreft de lengte. Vervolgens moest de rekruut nog 4 maanden probatio of proeftijd doen, waarbij hij naast een intensieve training nog eens grondig medisch gecontroleerd werd en men ook zijn karakter bestudeerd had. Hierdoor kon men voorkomen dat luieriken, veroordeelden, bannelingen, dieven of gewetenloze bruten in de legioenen werden ingelijfd. Na zijn probatio ontvangt hij een viaticum (reisgeld) van 75 denarii of 3 aurei om zich bij zijn legioen te gaan vervoegen. Pas hierna werd hij in de administratie van het legioen ingeschreven.

## Training
Met behulp van oefenwapens moesten de rekruten trainen op de volgende onderdelen: zwemmen, exercitie met speciale aandacht voor het herkennen van bevelen en signalen, het zwaardvechten – waarbij opgemerkt moet worden dat de rekruten eerder gericht steken dan houwen –, het gooien van werpspiesen, het gebruik van steenslingers, paardrijden, het dragen van een zware last (door middel van dagmarsen met een bepakking van circa 25 kilogram). Ongeveer één derde van de rekruten moest worden onderricht in boogschieten.

De oefenwapens die bij de training werden gebruikt, houten zwaarden en gevlochten schilden van wilgentenen, waren zwaarder dan de echte wapens, zodat de veldtocht gemakkelijk leek in vergelijking met de training.

We vinden van een training een beschrijving in de 2e eeuw v.Chr. bij Polybius (X 20.2-6.).

2. τὴν μὲν πρώτην ἡμέραν ἐκέλευσε τροχάζειν ἐπὶ τριάκοντα σταδίους ἐν τοῖς ὅπλοις, τὴν δὲ δευτέραν πάντας ἐκτρίβειν καὶ θεραπεύειν καὶ κατασκοπεῖν ἐν τῷ φανερῷ τὰς πανοπλίας, τῇ δ' ἑξῆς ἀναπαύεσθαι καὶ ῥᾳθυμεῖν, 3. τῇ δὲ μετὰ ταύτην τοὺς μὲν μαχαιρομαχεῖν ξυλίναις ἐσκυτωμέναις μετ' ἐπισφαιρῶν μαχαίραις, τοὺς δὲ τοῖς ἐσφαιρωμένοις γρόσφοις ἀκοντίζειν, τῇ δὲ πέμπτῃ πάλιν ἐπὶ τοὺς αὐτοὺς δρόμους καὶ τὴν ἀρχὴν ἐπανάγειν. 4. ἵνα δὲ μήτε τῶν πρὸς τὰς μελέτας ὅπλων μήτε τῶν πρὸς τὴν ἀλήθειαν μηδὲν ἐλλείπῃ, τὴν πλείστην ἐποιεῖτο σπουδὴν πρὸς τοὺς χειροτέχνας. 5. κατὰ μέρος μὲν οὖν ἄνδρας ἐπιμελεῖς ἐφεστάκει πρὸς ταύτην τὴν χρείαν, καθάπερ ἐπάνω προεῖπον: αὐτὸς δὲ καθ' ἡμέραν ἐπεπορεύετο, καὶ δι' αὑτοῦ τὰς χορηγίας ἑκάστοις παρεσκεύαζε. 6. λοιπὸν τῶν μὲν πεζικῶν στρατοπέδων κατὰ τοὺς πρὸ τῆς πόλεως τόπους χρωμένων ταῖς μελέταις καὶ ταῖς γυμνασίαις, τῶν δὲ ναυτικῶν δυνάμεων κατὰ θάλατταν ταῖς ἀναπείραις καὶ ταῖς εἰρεσίαις, τῶν δὲ κατὰ τὴν πόλιν ἀκονώντων τε καὶ χαλκευόντων καὶ τεκταινομένων, καὶ συλλήβδην ἁπάντων σπουδαζόντων περὶ τὰς τῶν ὅπλων κατασκευάς, ...

2. De eerste dag beval hij om in wapenrusting over dertig stadiën (ca. 5,46 km) te lopen, de tweede om de hele wapenrusting op te blinken, te herstellen en in het openbaar na te kijken, de volgende om te rusten en zorgeloos te zijn. 3. de daarop volgende (beval hij) sommigen om te zwaardvechten met houten, met leer bedekte zwaarden, en anderen om te speerwerpen met werpspiesen voorzien van een ronde knop. De vijfde (dag) opnieuw dezelfde gang (van zaken) van het begin af aan. 4 En opdat er aan wapens voor oefening of werkelijkheid geen tekort zou zijn legde hij des te meer inspanning aan de dag voor de handwerkers. 5 Per gedeelte stelde hij daarom opzichters aan met het oog op deze nood, zoals ik (hier)boven al gezegd heb: zelf doortrok hij (de werkplaats) dagelijks, en zelf bedeelde hij ieder de benodigde voorraad toe. 6 Ten slotte, terwijl de infanterie zijn kamp opsloeg op de plaatsen buiten de stad, zich bezighoudend met oefeningen en trainingen, terwijl de vloot zich sterkte op zee met exerceren en roeien, en terwijl degenen in de stad (wapens) scherpten met bronsgieten en timmeren, kortom terwijl iedereen zich beijverde wapens te vervaardigen, ...

## Uitrusting

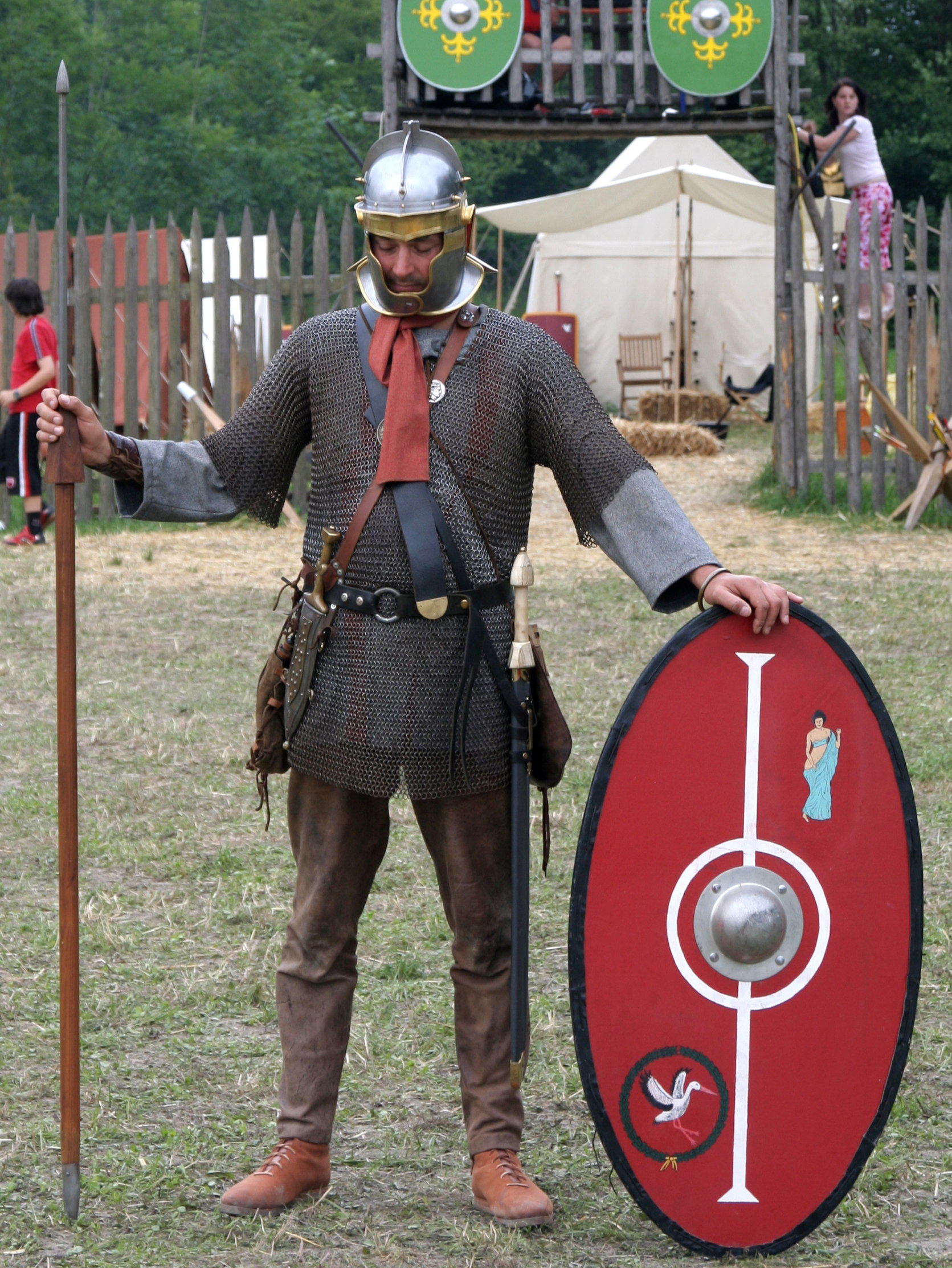
Miles met pilum (werpspeer), lorica hamata, gladius, pugio en scutum.

Tot het begin van onze jaartelling waren de milites uitgerust met een lorica hamata. Dan kregen zij ook de beschikking over de lorica segmentata, die betere bescherming bood, ook tegen slagwapens. Schubpantsers kwamen slechts zelden voor; deze boden minder bescherming maar gaven de legioensoldaat wel meer bewegingsvrijheid (een schubpantser bestaat uit een lederen vest waar men metalen plaatjes op naaide). Ze droegen verder een cassis (helm), scutum (schild) en caligae (zware sandalen) en een balteus, een riem (vgl. het Engels belt, de riem werd ook vaak cingulum genoemd). Verder waren ze uitgerust met een pilum (werpspeer), of soms een hasta (lans), een pugio (dolk) en een gladius (kort steekzwaard), later werd de gladius vervangen door de spatha, een tweesnijdend slagzwaard.
De uitvoering van deze basisuitrustingsstukken van de milites varieerde sterk, omdat ze deze zelf moesten bekostigen. De pugio hoorde evenmin tot de standaarduitrusting, omdat deze door de legionair zelf betaald moest worden. De uitrusting van de officieren was dus veel beter en rijkelijker bewerkt dan die van een simpele miles. De miles was dan ook extra zuinig op zijn uitrusting, omdat een nieuwe helm zeer kostbaar was. Helmen gingen, duur als ze waren, vaak van hand tot hand, wat blijkt uit de verschillende namen van gebruikers die in veel helmen zijn terug te vinden. Er zijn helmen gevonden met wel drie namen.
Alleen de rijken (de Patriciërs) konden zich de aanschaf en het onderhoud van een rijdier veroorloven. De armen (de Plebejers) daarentegen moesten meestal in een simpele wapenrusting achter de ruiters aanlopen. Het onderhouden van je lorica kon bovendien je leven redden op het slagveld, want een slecht onderhouden lorica segmentata valt sneller uit elkaar. Milites voerden bovendien waar mogelijk zelf reparaties uit aan hun uitrusting om kosten te kunnen besparen. Hetzelfde gold voor de sandalen: de spijkers waarmee deze werden beslagen dienden door slijtage vervangen te worden; een klusje dat door de manschappen zelf werd uitgevoerd. Hiervoor kregen de soldaten overigens wel 'spijkergeld' Het staat vast dat in ieder geval één maal gestaakt werd vanwege een bezuiniging op dit spijkergeld.
Verder moesten alle Romeinse soldaten een paal dragen voor het legerkamp, en potten en pannen voor het eten.

### Taken in oorlogstijd

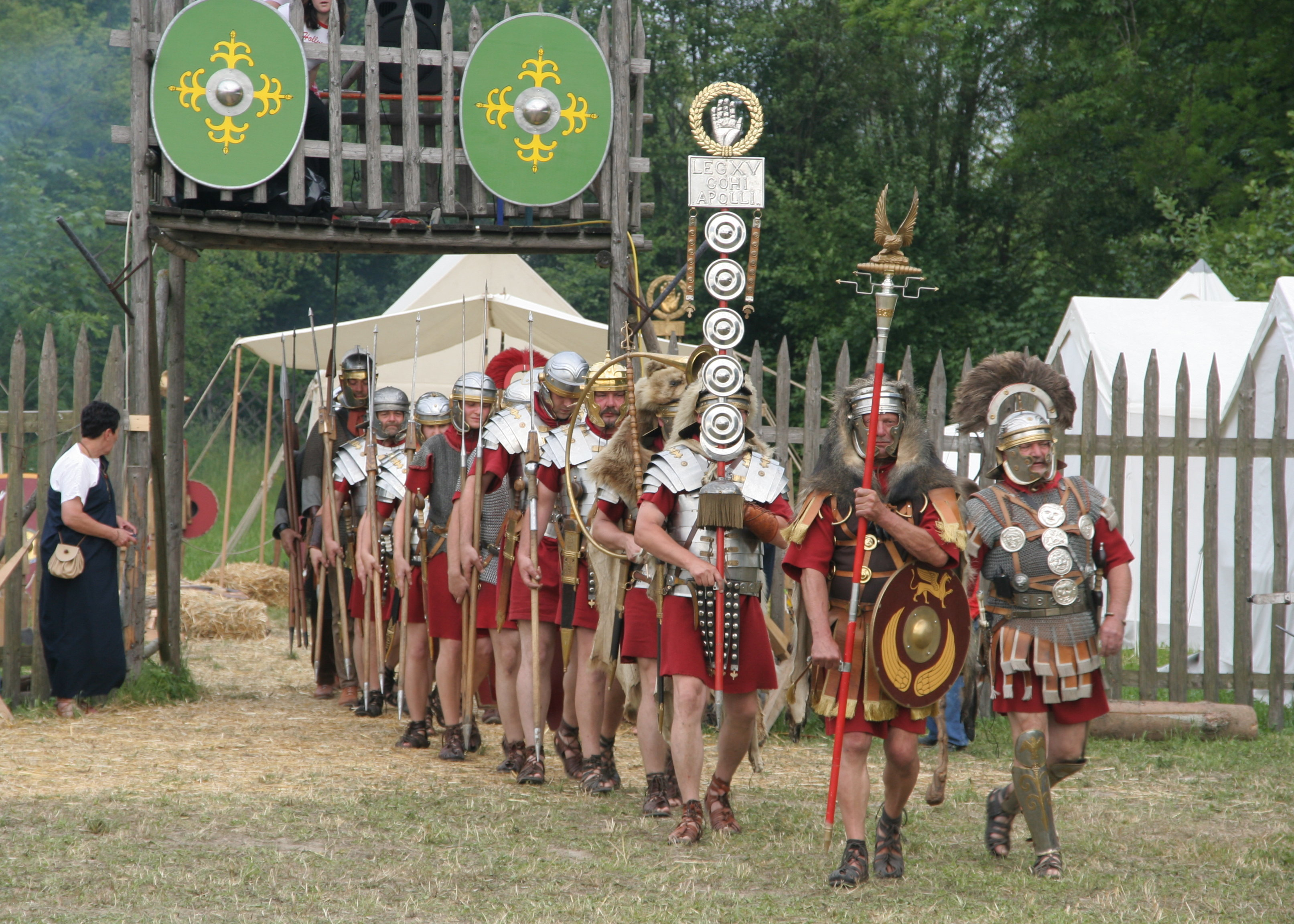
Groep Romeinse soldaten (nagespeeld)

Op het slagveld was de belangrijkste taak van de miles het volgen van het signum legionum, zijn pilum te slingeren als daartoe het bevel werd gegeven, zijn gladius te trekken en te vechten. De signifer (vaandeldrager) krijgt zijn commando's door signalen van de hoornblazers.

Onderweg, tijdens een campagne, was hij onderworpen aan de marsorde. Per acht man was er een tent, die door de miles zelf werd meegedragen. Verder droegen zij proviand. Tijdens de mars werd elke avond een versterkt marskamp gebouwd, inclusief een fossa (gracht) en vallum (omwalling). De contouren van een marskamp uit ongeveer 170 na Christus zijn op de Ermelosche Heide nog steeds te zien.

## Dagelijks leven

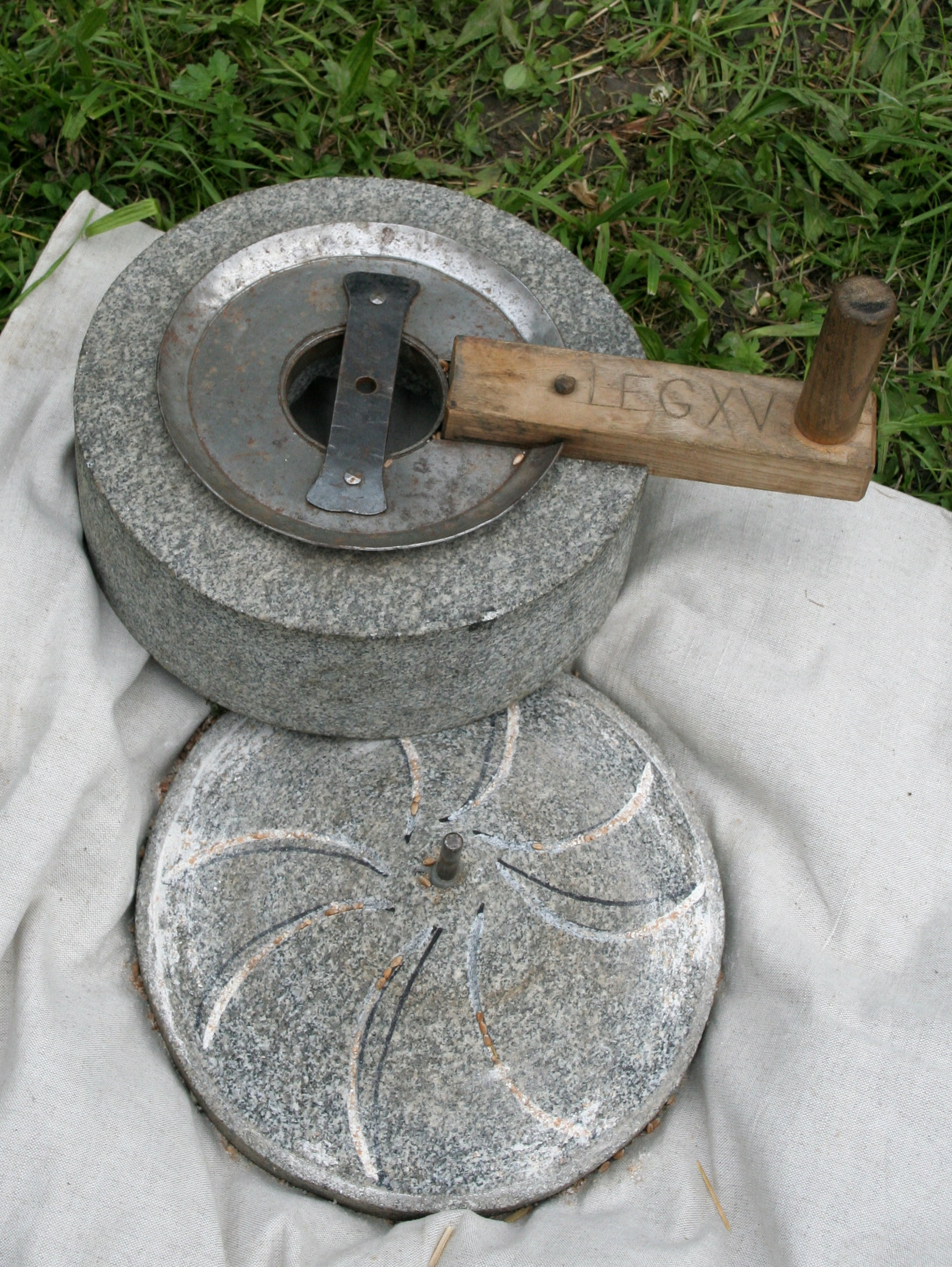
Romeinse handmolen (reconstructie)

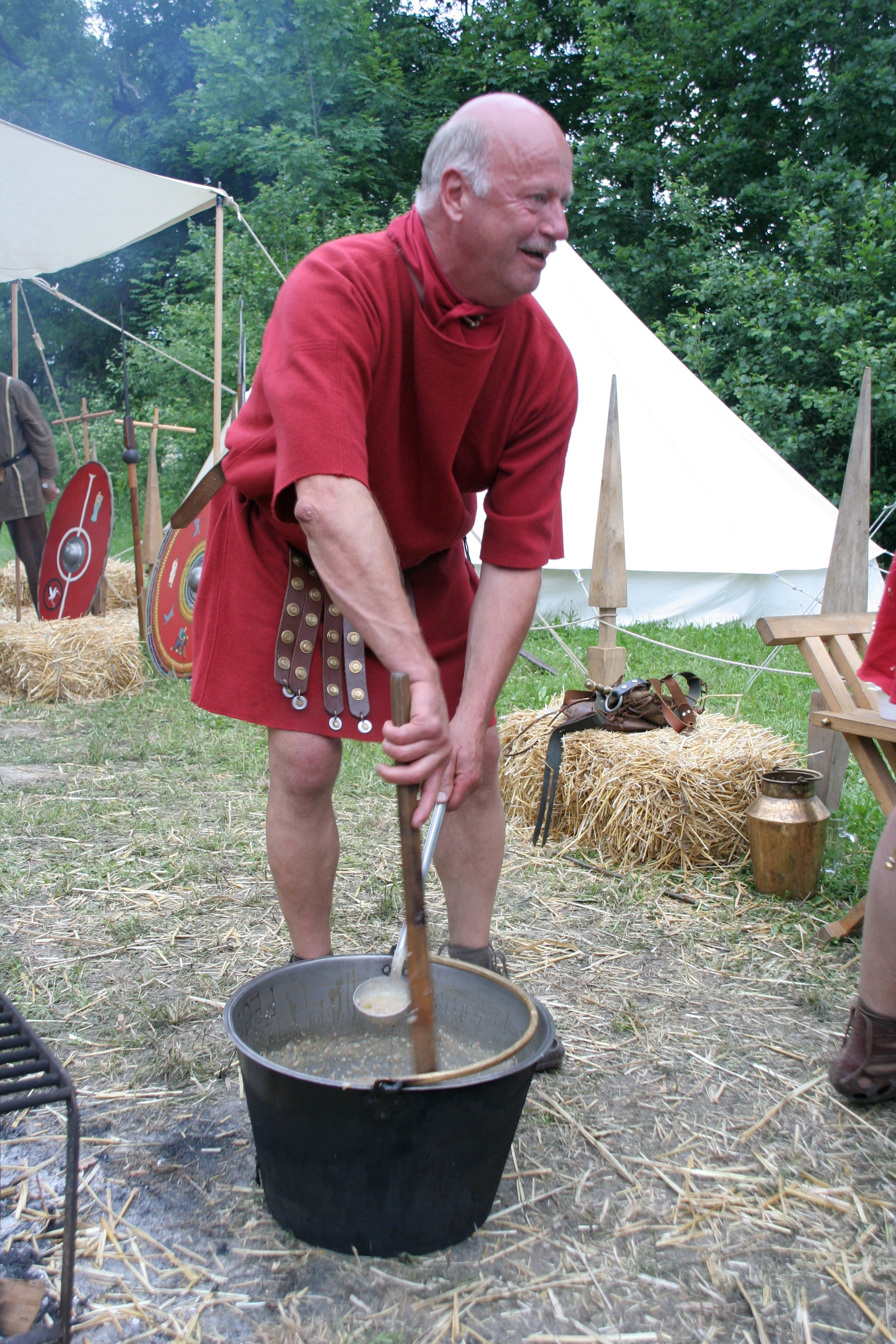
Romeinse soldaat in tunica (nagespeeld)

De dagelijkse karweitjes verschilden voor degenen die in de provinciae verbleven en hen die in Italië gelegerd waren. De troepen uit de provinciae klaagden dan ook vaak dat zij de zwaarste taken hadden. In vredestijd moest de gewone soldaat zowel aan wapendril, conditietraining, wachtlopen, wapens, gereedschap en militaire gebouwen onderhouden en reinigen, naast sloten en grachten graven, wegen en bruggen bouwen, administratieve zaken, het escorteren van handelstransporten van zowel de keizer als van private burgers, politietaken vervullen als het bestrijden van roverbendes, civiele berichten overbrengen, belastingen innen en soms zelfs meehelpen aan bouwwerken voor de burgerij.
De immunes waren vrijgesteld van deze taken om zich te kunnen wijden aan gespecialiseerde zaken in de administratie, ateliers of dergelijke.

### Vrije tijd en ontspanning
Maar naast deze klusjes was er ook tijd voor ontspanning, waar faciliteiten voor werden geregeld, want de meeste opstanden en samenzweringen ontstaan nu eenmaal wanneer soldaten niets omhanden hebben. Daarom werden er sportwedstrijden tussen de soldaten gehouden, maar evengoed gladiatoren- of andere soorten spelen. Ook waren er de vele religieuze festiviteiten die het soldatenleven structureerden. In de buurt van de castra was er soms gelegenheid tot jacht, die naast ontspanning ook wat variatie in het menu kon brengen. De soldaat kon zijn partner, gezin, of 'gezelschapsdame' gaan opzoeken buiten de diensturen in het nabijgelegen dorp, de canabae legionis die meestal bij de grotere castra werd gevonden. Hier waren kroegen en prostituees te vinden, maar ook handwerkslieden, veteranen, en gezinnen van de miles.

### Godsdienst
Inscripties op altaren laten zien dat niet alleen Romeinse goden aanbeden werden, maar vaak ook lokale godheden. Nehalennia is hiervan een goed voorbeeld. Als een lokale god in de interpretatio Romana kon worden vereerd, sloeg men zelfs twee vliegen in één klap. Vanaf eind 2e eeuw werd de Mithrascultus populair in het leger.

### Relaties met vrouwen
De Romeinse legionair werd gescheiden van het burgerlijke leven door een reeks wettelijke privileges en beperkingen. De meest drastische beperking was dat het hem sinds het Principaat en de regering van Augustus verboden was om te trouwen. Hoewel relaties met vrouwen werden toegestaan, was matrimonium iustum, het legitiem huwelijk, verboden. Septimius Severus verleende hun dit recht pas eind 2e eeuw.

### Rangen en standen
De kleinste eenheid in het Romeinse leger was het contubernium, acht man onder leiding van een decanus, die te velde samen in een papilio, een zware leren tent sliepen. In de vaste kwartieren werd deze indeling in de regel gehandhaafd. Tien contubernia vormen een centuri onder leiding van een centurio, die werd bijgestaan door de optio centuriae. De optio werd gekozen uit de manschappen. Met de hogere officieren zal de gemiddelde miles slechts weinig contact hebben gehad.

## Carrière
Een soldaat die een ambacht beheerste of kon rekenen, lezen of schrijven kon carrière maken. Allereerst als immunis. Die was vrijgesteld van corvee. Bij gebleken geschiktheid, kon de miles bevorderd worden tot de onderofficieren in een centuria, de principales. Dat waren: wachtcommandant (tesserarius), vaandeldrager (signifer) of optio met bijzondere taken. Deze rangen waren "sesquiplicarii" of duplicarii, die anderhalf of dubbele soldij ontvangen. Via de rang optio ad spem ordinis kon de miles uiteindelijk opklimmen tot centurio en met veel geluk en inspanning zijn carrière zelfs beëindigen als (bijvoorbeeld) praefectus castrorum (kampcommandant), praefectus fabricae (commandant van de genie) of praefectus equitum (commandant van de ruiterij). In de praktijk was hij dan zo welvarend dat hij als eenvoudig burger aanspraak kon maken op inlijving in de Romeinse lagere adel.

## De wacht (vigiliae;stationes)
Elk Romeins legioen stelde meerdere wachten aan om de castra te bewaken voor of bij de vallum (omwalling) en fossa (gracht) of toren en om hoge officieren te bewaken. Elke wachtpost bestond uit vier man waarbij elke centurio twee mannen uit zijn centuria levert. Wanneer iemand zijn wachtpost verliet of vergat, werd hij na een grondig onderzoek afgeranseld of doodgeknuppeld door zijn strijdmakkers (fustuarium).

De dag was ingedeeld in twee wachtbeurten van zes uur (excubiae) en de nacht in vier wachtbeurten van drie uur (vigiliae). Een centurio meldde wanneer zijn wacht erop zat en een nieuwe begon. Elke centurio had een onderofficier voor de wacht, de "tesserarius". Hij was verantwoordelijk voor de controle op de waakzaamheid en het verdelen van het dagelijkse wachtwoord. Dit stond geschreven op een plaatje, een "tessera", vandaar de naam.

## De veteranen (veterani)
Veterani (veteranen) waren zij die hun diensttijd hadden voltooid of een voortijdig eervol ontslag (missio causaria of honesta missio) op individuele basis hadden ontvangen van de keizer. Dit ging gepaard met een feest waarbij men aftelde ad signa (bij de veldtekenen). Ze ontvingen een praemia militiae (beloning voor hun krijgsdienst) uit de aerarium militare (veldschatkist) van 12.000 denarii voor een gewone soldaat en 20.000 denarii voor elk lid van de Praetoriaanse Garde.

Het aerarium militare is in 6 n.Chr. door Augustus ingesteld om veteranen geld te schenken in plaats van land. Soms liet hij nog systematisch land toewijzen aan veterani waardoor er coloniae (cf. nederzettingen) ontstaan. Na zijn dood nam dit gebruik af en werd voor het laatst gedaan door Hadrianus, ergens in de provinciae.

Deze missio agrari bleef voortbestaan in de vorm van persoonlijke toewijzing van grond aan veterani door de princeps. Ze ontvingen ook een ontslagbewijs (tabulae honestae missionis).

Bij een crisissituatie in het rijk konden veterani teruggeroepen worden als evocatus. Ze werden dan ingedeeld in aparte cohortes en dienden als aanvulling van de legioenen. Daarom woonden ze meestal in de buurt van hun vroegere standplaats of geboortestreek. Daar golden ze als honestiores (eerbare mannen) en bekleedden er vaak hoge posten in de verstedelijkte gebieden. Wanneer er geen verstedelijkte omgeving in de buurt van hun oude castra was, werden ze gewoon opgenomen in het kampdorp en genoten er – tezamen met hun familie – een elitestatus.

## Financiën (pecuniae)
De miles hadden de beschikking over een eenvoudig banksysteem. Men kon bij de signifer geld storten en opnemen uit een gemeenschappelijke kas. Dit werd nauwkeurig geadministreerd; ook de bijdragen voor voeding, onderkomen en uitrusting werden met deze kas verrekend. Uit Egypte zijn ons enkele afrekeningen op papyrus bekend uit de tweede eeuw na Christus.

### Inkomen (stipendiaendonativae)
Het loon van de gewone soldaat was in 14 na Christus 250 denarii, dat uitbetaald werd in de vorm van een stipendium (beloning) per jaar. Keizer Domitianus verhoogde het bedrag aan het einde van de eerste eeuw naar 300 denarii. Later zou het bedrag verdubbeld worden door Septimius Severus, Caracalla en Maximinus Thrax. Daarbovenop kwamen nog de donativa (schenkingen) die uitgereikt werden bij belangrijke gebeurtenissen zoals na een veldslag of bij een troonswisseling of verjaardag van de princeps. In sommige tijden werd ook plundering als legitieme bron van inkomsten gezien. Daarnaast hadden soldaten in vredestijd vanuit het kampement de mogelijkheid voor lucratieve handeltjes met de bevolking.

### Uitgaven
Een Romeins legionair had veel onkosten, zoals uitrusting, onderkomen en voeding. Dit werd verrekend met het saldo bij de signifer. Ook kon hij zijn corvee afkopen. De centurio's ontvingen een behoorlijk bedrag om karweitjes aan anderen toe te wijzen. Soms was het ook mogelijk om lokale werkkrachten in te huren. Tot slot moest er nog een bijdrage geleverd worden aan de collectieve begrafenisverzekering die de Romeinse legionairs afsloten.

## Muiterij onder de soldaten
Muiterij in het Romeinse leger was zeker niet zeldzaam en de invloed die de hervormingen van Gaius Marius en keizer Augustus hadden op de gewone soldaten was een niet te verwaarlozen element. Want van toen af aan konden de gregarii milites ook wel plebejers zonder land zijn en zelfs uit de provincies komen. Bovendien hadden ze allen ook burgerrecht en konden ze politiek gewicht in de schaal leggen tijdens een volksvergadering. Ze werden ook door de staat bezoldigd. Ontevreden soldaten konden petities indienen bij hun directe oversten of zelfs rechtstreeks bij de princeps via bodes die dan de eisen moesten overbrengen. Legioenen in de provincies konden zich tekort gedaan voelen. Hun – republikeinse onbezoldigde – voorgangers moesten slechts 16 jaar dienen in plaats van 20 en zonder teruggeroepen te kunnen worden en de pretoriaanse garde werd beter betaald voor lichter werk, genoot meer aanzien én moest maar 16 jaar dienstdoen. Zo kregen de opstanden in het Romeinse leger dus een socio-politiek tintje. Vandaar dat er vooral bij belangrijke politieke keerpunten of zware oorlogscampagnes muiterij kon voorkomen.

Opstanden werden echter niet zo streng aangepakt als die andere vorm van ongehoorzaamheid: desertie. Bij desertie kon een legeronderdeel bestraft worden met de decimatio, waarbij door loting een tiende van de manschappen werd aangewezen om geëxecuteerd te worden. Door de politieke kant van de zaak kwamen vanaf het begin van het principaat vaker opstanden voor onder leiding van enkele personen die als woordvoerders fungeerden. Opvallend is dat de meeste gevallen van rebellie voorkwamen in tijden van (relatieve) vrede. Toch komt het Romeins leger over als enorm gedisciplineerd. Dit komt mede doordat Romeinen muiten als een recht zagen, maar deelname aan de strijd als een plicht.

## Straffen
Zoals gezegd waren er verscheidene straffen voor muiterij en andere vormen van ongehoorzaamheid. Deze straffen kunnen onderverdeeld worden in collectieve en individuele straffen. Vaak waren deze straffen bestemd voor toepassing bij bepaalde vormen van ongehoorzaamheid.

### Collectieve straffen
Een eerste collectieve straf die men kon krijgen, was uitsluiting uit de castra. De gestrafte centuria, manipel, cohors moest buiten de castra overnachten. Dit was niet enkel oncomfortabel en onveilig maar gold bovendien als een grote schande.

Een drastischere collectieve straf was de eerder vermelde decimatio, waarbij iedere tiende soldaat werd gedood. Dit kwam echter niet vaak voor.

### Individuele straffen
Er waren verscheidene individuele straffen voor de ongehoorzame miles. Zo kon men een boete of oneervol ontslag krijgen, waardoor men zijn pensioen misliep. Ook kon men slaag krijgen met de staf van de centurio. Tacitus vertelt over Cedo Alteram (Geef me er nog een), de bijnaam van een zekere centurio Lucilius die graag zijn staf op de rug van een soldaat kapot sloeg en dan luidkeels om een andere staf riep. Ook geseling en onthoofding konden toegepast worden.

Een miles die van een vergrijp werd beticht, werd op de rostra voor het tribunaal gesleept. Al naargelang het oordeel van de milites, werd de gevangene vrijgelaten of door zijn rechters gedood.

## Demilitesen de grote politiek
Aan het begin van de Julisch-Claudische dynastie waren de milites zich nog relatief weinig bewust van hun politieke belang. De eisen die zij stelden na de dood van keizer Augustus hadden uitsluitend betrekking op hun eigen situatie. Men eiste ontslag voor veteranen, loonsverhoging, tegemoetkoming voor het afkopen van corveediensten en een einde aan de treiterijen en mishandelingen door centurio's.

De dood van Gaius (Caligula) en het aantreden van Claudius was echter een ommekeer. Voor de eerste keer werd een princeps door militairen aan de macht geholpen. Tacitus merkt onverholen op dat Claudius de eerste was die zijn principaat gekocht heeft door een groot donativum te beloven. In 68, na de dood van Nero en het einde van de Julisch-Claudische dynastie, waren het de legioenen die Verginius Rufus, Galba en Vitellius de titel Augustus aanboden. De pretoriaanse garde, die onder Seianus en Macro de smaak al te pakken heeft gekregen, verkoos Otho.

Ook als veterani spelen de milites een rol in de grote politiek. Door veteranen in koloniën, zoals Colonia Agrippinensis (Keulen), maar ook Puteoli (Pozzuoli) onder Nero en Camulodunum (Colchester) onder Claudius, bij elkaar te brengen trachtte men gebieden geforceerd te romaniseren, om zodoende het omringende land te pacificeren. Dit was echter niet altijd succesvol. In Britannia werden de kolonisten in 61, uit haat vanwege hun arrogantie, door Keltische opstandelingen onder de Iceense koningin Boudicca vermoord. Die opstand werd uiteindelijk bloedig neergeslagen.

## Plaats in de samenleving
De soldaat had een aparte plaats in de Romeinse samenleving, want hij verbleef bijna heel zijn diensttijd in de castra waar zijn legioen gelegerd was, kreeg degelijk en gevarieerd eten en daarbovenop een royale vergoeding van 225 denarii per jaar. Hoewel de gregarius miles zich onder aan de hiërarchische ladder bevindt, kon hij deze bestijgen mits hij geduld had. Voor de kleinste onderscheiding van principalis moest hij immers al zeven jaren dienst erop hebben zitten en om het tot centurio te schoppen moest hij zelfs vijftien jaren wachten. Het aanzien dat men dan verwierf, was wel groot, zelfs al voor deze immunis of principalis. Toch wil dit niet zeggen dat de soldaten niet mondig waren. Ze hadden naast hun plichten verschillende rechten en lieten die ook gelden.

## Het thuisfront
De milites schreven soms naar huis, uiteraard voor zover zij konden schrijven. Ergens in de 2e eeuw na Christus schreef een in het Italiaanse Misenum gelegerde, maar van oorsprong Egyptische vlootsoldaat Apollinarius aan zijn moeder in Egypte:
(recto)
Apollinarius aan Taesis, zijn moeder en vrouwe (domina), hartelijk gegroet!

Voor alles bid ik voor je gezondheid. Met mij gaat alles goed en ik breng hier offers aan de goden. Ik wil je laten weten, moeder, dat ik in goede gezondheid in Rome ben gearriveerd op de 20e dag van de maand Pachon [=25 mei], en dat ik in Misenum ben gestationeerd maar ik de naam van mijn centuria nog niet ken, want ik ben nog niet naar Misenum vertrokken bij het schrijven van deze brief.

Ik smeek je, moeder, pas goed op jezelf en maak je om mij geen zorgen, want ik ben goed terechtgekomen. Schrijf me alsjeblieft over je welzijn en dat van mijn broers en de rest van de familie en telkens als ik een boodschapper vind, zal ik jou schrijven. Ik zal nooit treuzelen met je te schrijven. Hartelijke groeten aan mijn broers, Apollinarius en zijn kinderen en Karalas en zijn kinderen. Ik groet Ptolemaeus en Ptolemaïs en haar kinderen en Heraclous en haar kinderen. Ik groet allen die van je houden, elk bij naam. Ik bid voor je gezondheid.

(verso)
Bezorgen te Karanis bij Taesis, van haar zoon Apollinarius uit Misenum.

## Beknopte bibliografie
- J.B. Campbell, art. Meuterei (seditio militium), in NP8 (2000), klm. 144–147.
- J.B. Campbell, art. Rekrutenausbildung (II), in NP10 (2001), klm. 875–877.
- J.B. Campbell, art. Aerarium Militare, in NP12/2 (2002), klm. 880–881.
- Y. Le Bohec, art. Heerwesen (IIIB), in NP5 (1998), klm. 230–231.
- Y. Le Bohec, art. Sold (II), in NP11 (2001), klm. 696–697.
- W.S. Messer, Mutiny in the Roman Army. The Republic, in Classical Philology 15 (1920), pp. 158–175.
- O. Stoll, art. Veteranen (II), in NP12/2 (2002), klm. 143–145.
- B. Van Daele, Het Romeinse leger, Leuven, 2003. ISBN 9058262243
- Vegetius, Epitoma rei militaris, trad. F. Meijer, Amsterdam, 2002. ISBN 9025358802
- Graham Webster, The Roman Imperial Army, Londen, 1996. ISBN 0094756600